# BLU-3 Pineapple
Die BLU-3 Pineapple war ein Splitter-Bomblet (Streumunition) aus den USA.

## Beschreibung
BLU-3 Pineapple erhielt ihren Namen „Ananasbombe“ aufgrund ihrer markanten Form, die einer Ananas ähnelte.
Die BLU-3 wurden durch Submunitionsbehälter zum Einsatz gebracht. Die Bomblets wurden meist durch Druckluft, oder den Winddruck aus 19 Ausstoßrohren unmittelbar hintereinander aus dem Submunitionsbehälter ausgestoßen. Nach dem Ausstoß aus dem Submunitionsbehälter entfalteten sich die sechs Pop-out-Drag-Schaufeln und stabilisierten den Fall des Bomblets. Das BLU-3 Bomblet explodierte beim Aufschlag. Der Splittermantel enthielt ca. 250 Stahlpellets von 6,3 Millimetern Durchmesser. Diese wurden mit hoher Energie freigesetzt und wirkten primär gegen Weichziele. Der Splitterwirkungskreis lag bei 10 bis 15 Metern. Verletzungen konnten bis in eine Entfernung von 50 Metern auftreten.
Während des Kalten Krieges entwickelte Polen mittels Reverse-Engineering eine Kopie der BLU-3. Diese trug die Bezeichnung LBOk-1.

## Einsatzsysteme
Die BLU-3 Pineapple konnte von folgenden Submunitionsbehältern zum Einsatz gebracht werden:
- CBU-2A: Streubehälter SUU-7A mit 360 BLU-3.
- CBU-2B: Streubehälter SUU-7A mit 409 BLU-3.
- CBU-14: Streubehälter SUU-14A mit einer unbekannten Anzahl BLU-3.
- CBU-14A: Streubehälter SUU-14A mit einer unbekannten Anzahl BLU-3.

## Einsatz
Die US-Streitkräfte setzten große Mengen von BLU-3 während des Vietnamkrieges in Vietnam, Kambodscha und Laos ein. Dort wurden sie zu zehntausenden von Flugzeugen und Hubschraubern abgeworfen. Als nachteilig erwies sich der störungsanfällige Zünder der BLU-3. Dieser funktionierte vielfach nicht einwandfrei. So bilden viele der in den 1970er Jahren abgeworfenen BLU-3 bis heute eine Gefahr für die Bevölkerung.